# Pseudoxyops diluta
Pseudoxyops diluta es una especie de mantis de la familia Mantidae.

## Distribución geográfica
Se encuentra en Bolivia, Brasil, Paraguay y Surinam.